# Paracrias triquetrus
Paracrias triquetrus är en stekelart som beskrevs av Christer Hansson 2002. Paracrias triquetrus ingår i släktet Paracrias och familjen finglanssteklar.
Artens utbredningsområde är:
- Costa Rica.
- Honduras.

Inga underarter finns listade i Catalogue of Life.